# Liste der Monuments historiques in Saint-Aubin-la-Plaine
Die Liste der Monuments historiques in Saint-Aubin-la-Plaine führt die Monuments historiques in der französischen Gemeinde Saint-Aubin-la-Plaine auf.

## Liste der Bauwerke
| Bezeichnung     | Beschreibung              | Standort | Kennzeichnung | Schutzstatus | Datum | Bild |
| --------------- | ------------------------- | -------- | ------------- | ------------ | ----- | ---- |
| Kirche St-Aubin | Erbaut im 15. Jahrhundert | (Lage)   | PA00110225    | Inscrit      | 1984  |      |